# اینورتر متصل به شبکه

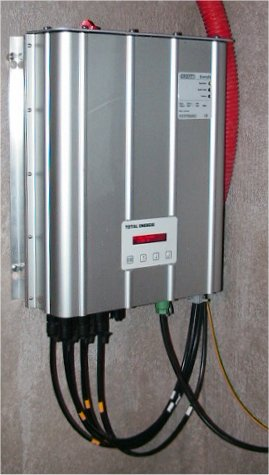
اینورتر متصل به شبکه مورد استفاده در سیستم برق خورشیدی

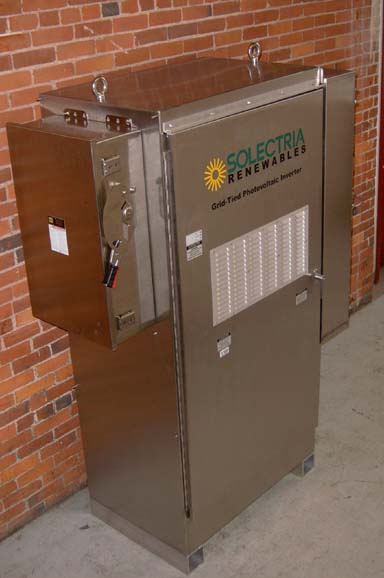
نمونه‌ای از یک اینورتر متصل به شبکه سه فاز با توان بالا

اینورتر متصل به شبکه (به انگلیسی: grid-tie inverter) نوعی اینورتر است که علاوه بر تبدیل جریان مستقیم (DC) به جریان متناوب (AC)، قابلیت همگام شدن به منظور اتصال به شبکه برق را دارد. کاربرد آن در تبدیل ولتاژ DC پانل‌های خورشیدی یا توربین‌های بادی به ولتاژ AC به منظور اتصال به شبکه
سراسری برق است.
در بسیاری از کشورها، نیروگاه‌های کوچک خانگی یا تجاری مجوز فروش برق تولیدی خود را به شبکه نیروگاهی کشور دارند. در این حالت یک کنتور دیگر برای محاسبه برق تزریق شده به شبکه توسط مشترک، نصب می‌شود. به عنوان مثال اگر مشترکی در طول یک ماه ۵۰۰ کیلووات ساعت برق تولید کند و ۱۰۰ کیلووات ساعت برق مصرف کند، باید هزینه ۴۰۰ کیلووات برق تولیدی را از دولت دریافت کند.

## نحوه کارکرد
اینورتر متصل به شبکه، توان DC را دریافت و آن را به توان AC تبدیل می‌کند و می‌تواند این توان را به شبکه برق کشور تحویل دهد. فرکانس خروجی اینورتر متصل به شبکه باید با فرکانس برق شهر (۵۰ یا ۶۰ هرتز) برابر باشد. همچنین نباید بین ولتاژ خروجی اینورتر و ولتاژ شبکه اختلاف فاز وجود داشته باشد. سطح ولتاژ اینورتر و ولتاژ شبکه نیز باید برابر باشد. به وسیله سنسورهای مختلفی که درون اینورتر وصل شده است همه این پارامترها به دقت تنظیم می‌شود.
اینورترهای متصل به شبکه طوری طراحی شده‌اند که هنگامیکه برق شبکه سراسری قطع می‌شود، برق خروجی آنها نیز قطع شود که این یک استاندارد حفاظتی است. به طور مثال زمانیکه برق شبکه به منظور تعمیرات قطع می‌شود اینورتر نیز باید به طور اتوماتیک خاموش شود تا تکنسین‌ها در حین کار دچار برق گرفتگی نشوند.
اینورتر متصل به شبکه این امکان را به صاحبان واحدهای مسکونی می‌دهد که علاوه بر تولید انرژی تجدید پذیر، در مواقعی که امکان تولید برق خورشیدی وجود ندارد (مثلاً هنگام شب)، نیاز خود را از برق سراسری تأمین کنند و نیازی به بانک باتری نداشته باشند.

## مشخصه‌ها
سازندگان این اینورترها مشخصه‌های آن را در دیتاشیت دستگاه منتشر می‌کنند. برخی از این مشخصه‌ها به صورت زیر است:
- توان نامی خروجی: این مقدار در حدود چندین وات یا کیلووات است. در بعضی از اینورترها، توان نامی خروجی متناسب با ولتاژ خروجی تغییر می‌کند.
- ولتاژ خروجی: این مقدار نشان دهنده آن است که اینورتر قابلیت اتصال به کدام نوع شبکه را دارد. مثلاً اینورترهای با خروجی ۲۲۰ ولت قابلیت نصب به شبکه تک فاز و اینورترهای با ولتاژ ۳۸۰ یا ۴۰۰ ولت قابلیت اتصال به شبکه سه فاز را دارند.
- حداکثر راندمان: این مقدار نشان دهنده حداکثر راندمانی است که اینورتر می‌تواند به آن دست یابد. معمولاً این مقدار بین ۹۴٪ و ۹۶٪ است. به عنوان مثال اگر راندمان یک اینورتر ۱۰۰۰ واتی برابر ۹۴٪ باشد، حداکثر توان خروجی آن ۹۴۰ وات خواهد بود.
- حداکثر جریان خروجی: این مقدار نشان دهنده حداکثر جریان متناوب خروجی اینورتر است. اگر جریان از این مقدار بیشتر شود، ولتاژ خروجی افت می‌کند.
- حداقل ولتاژ ورودی: این مقدار حداقل ولتاژ DC است که باید در ورودی اینورتر موجود باشد تا اینورتر شروع بکار کند و اگر ولتاژ ورودی کمتر از این مقدار باشد اینورتر کار نمی‌کند.